# アルビリック・ドラモンド＝ウィラビー (第23代ウィラビー・デ・エアズビー男爵)
第3代グウィディア男爵および第23代ウィラビー・デ・エアズビー男爵アルビリック・ドラモンド＝ウィラビー（英語: Albyric Drummond-Willoughby, 3rd Baron Gwydyr, 23rd Baron Willoughby de Eresby、1821年9月25日 – 1870年8月26日）は、イギリスの貴族。

## 生涯
第22代ウィラビー・デ・エアズビー男爵ピーター・ロバート・ドラモンド＝バレル（1865年没）とサラ・クレメンティナ・ドラモンド（Sarah Clementina Drummond、初代パース男爵ジェームズ・ドラモンドの娘）の長男として、1821年12月25日に生まれ、30日にハノーヴァー・スクエアの聖ジョージ教会で洗礼を受けた。

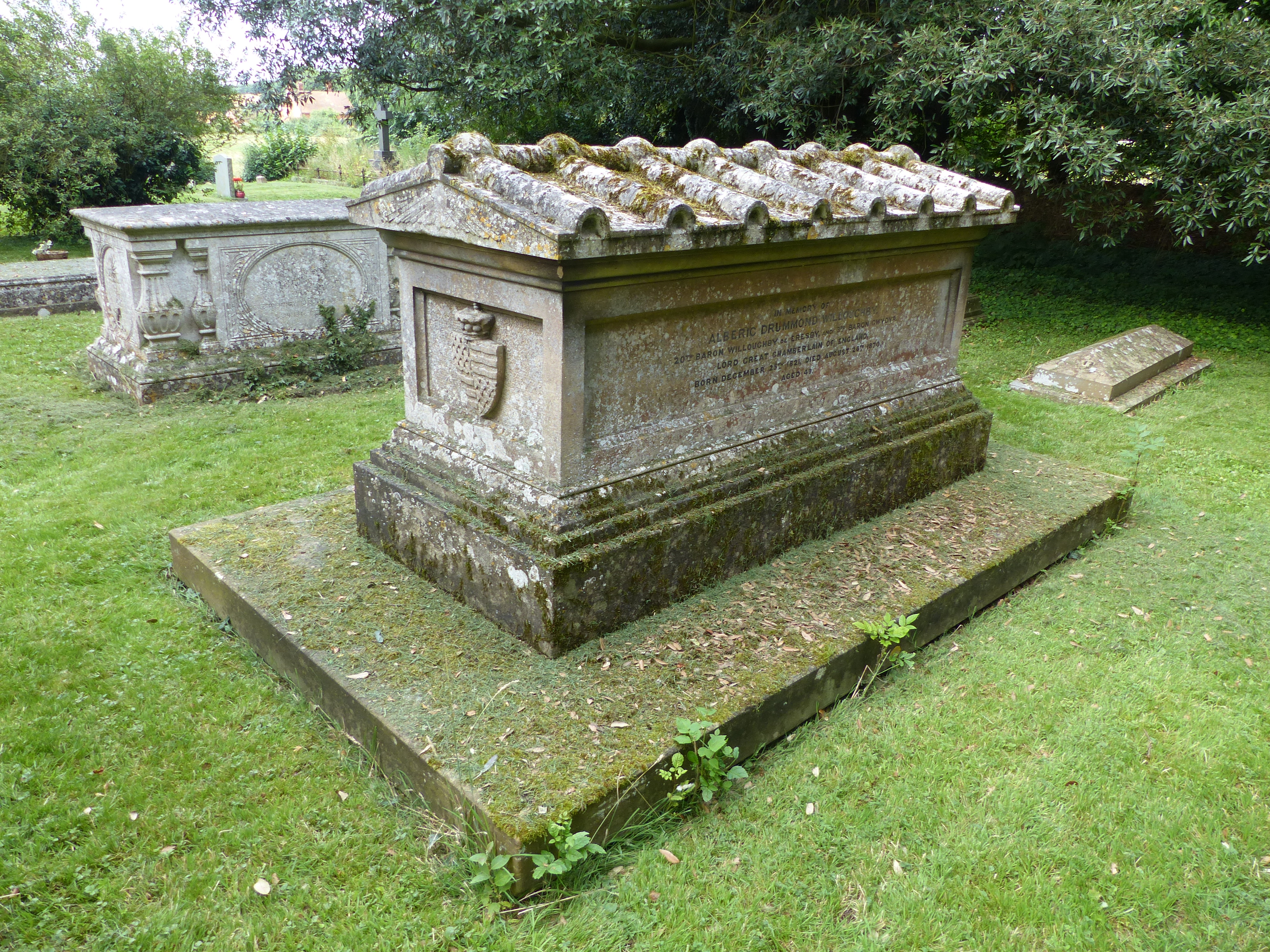
アルビリック・ドラモンド・ウィラビーの墓、2016年撮影。

出生名はアルビリック・ドラモンド＝バレル（Albyric Drummond-Burrell）だったが、1829年6月26日にジョージ4世の認可状（royal license）を得て姓をドラモンド＝ウィラビーに改めた。
1865年2月22日に父が死去すると、ウィラビー・デ・エアズビー男爵、グウィディア男爵、(ウェスト・グリンステッド・パークの)準男爵の爵位、そして式部卿の世襲権の2分の1を継承した。1867年8月16日、貴族院議員に正式に就任した。
1870年8月26日に死去、9月2日にエデナムで埋葬された。生涯未婚だったため、準男爵とグアイディア男爵の爵位は叔父リンジー・メリック・ピーター・バレル（Lindsey Merrick Peter Burrell）の息子ピーター・ロバート・バレルが継承、ウィラビー・デ・エアズビー男爵の爵位は2人の姉クレメンティナ・エリザベスとシャーロット・オーガスタ・アナベラの間で保持者不在になった（1871年解消）。